# 太白山 (韓国)
太白山（テベクサン、たいはくさん、朝: 태백산）は、大韓民国の江原特別自治道寧越郡、旌善郡、太白市、慶尚北道奉化郡の境界にある、標高1,567mの山。1989年5月13日に江原道の道立公園に指定され、2016年4月15日に国立公園への昇格が決定し、2016年8月22日から大韓民国で22番目の国立公園となった。国立公園としての面積はおよそ 70km2 に及ぶ。
古くから民族の霊山と称され、高麗の時から、ここで官吏や百姓（一般の人々）たちが、天帝とともに過ごした。

## 頂上部
太白山の頂上部は、複数のピークが連なる形になっており、その中心に位置しているのが標高1,567mの霊峰（ヨンボン、영봉）で、ここから北側に同じく標高1,567mの将軍峰（チャングンボン、장군봉）、東側には標高1546mのプソ峰（부소봉）を経て、標高1517mの文秀峰（ムンスボン、문수봉）が連なっている。山頂周辺で最も高い峰は北側に位置する咸白山（함백산）である。
太白山は風水思想において重要とされる、白頭山から南へ伸びてきた白頭大幹 (백두대간) が、南西に向きを転じて智異山に向かい、そのまま南へ伸びる洛東頂脈（낙동정맥）と分岐する場所でもある。

## 名勝
江原特別自治道太白市穴洞（ヒョルドン、穴洞）に属する太白山中の標高 1,460m の位置にある望鏡寺（マンギョンサ、망경사）は、文殊菩薩像を祀る仏教寺院である。新羅の僧慈蔵が建立したとされる。寺の入口にある「龍の泉」と称される泉は、韓国で最も標高が高い泉として知られている。
太白山の頂上付近の山稜は、ツツジ（アザレア）や、古い種のイチイの茂みが広がっており、春の開花の時期や冬の霧氷の時期は、絶好の観光シーズンとなる。霊峰の山頂には、古代から巫俗（朝鮮のシャーマニズム）の様々な儀式がおこなわれてきた天祭壇（チョンジェダン、천제단）と呼ばれる祭壇があり、主要民俗文化財第228号に指定されている。
登山口にあたるタンゴル広場（당골광장）では、毎年おおむね1月に太白山雪祭り（テベクサンヌンチュッチェ、태백산눈축제）が開催され、また炭鉱博物館が設けられている。

## 生態系
太白山周辺は、豊かな自然に恵まれており、絶滅危惧種22種、天然記念物10種を含め、全2637種類の野生生物が生息しているとされる。
太白山国立公園事務所は、「国立公園内に分布する外来種の木や草本類を除去し、在来種に替えるという国立公園管理原則に基づく措置」として、20世紀初めに日本から持ち込まれて植林されたカラマツの伐採を推進すると2016年に発表した。もともと一帯にはアカマツがあったが、日本統治時代の近傍での炭鉱開発の際にアカマツは大量に伐採され、代わりに植えられたのがカラマツだったという。伐採を要するカラマツは50万本と見込まれた。